# Klasyfikacja biologiczna
Treść tego artykułu od 2021-02 może nie być zgodna z zasadami neutralnego punktu widzenia.
Dokładniejsze informacje o tym, co należy poprawić, być może znajdują się w dyskusji tego artykułu.
 Po wyeliminowaniu niedoskonałości należy usunąć szablon  z tego artykułu.

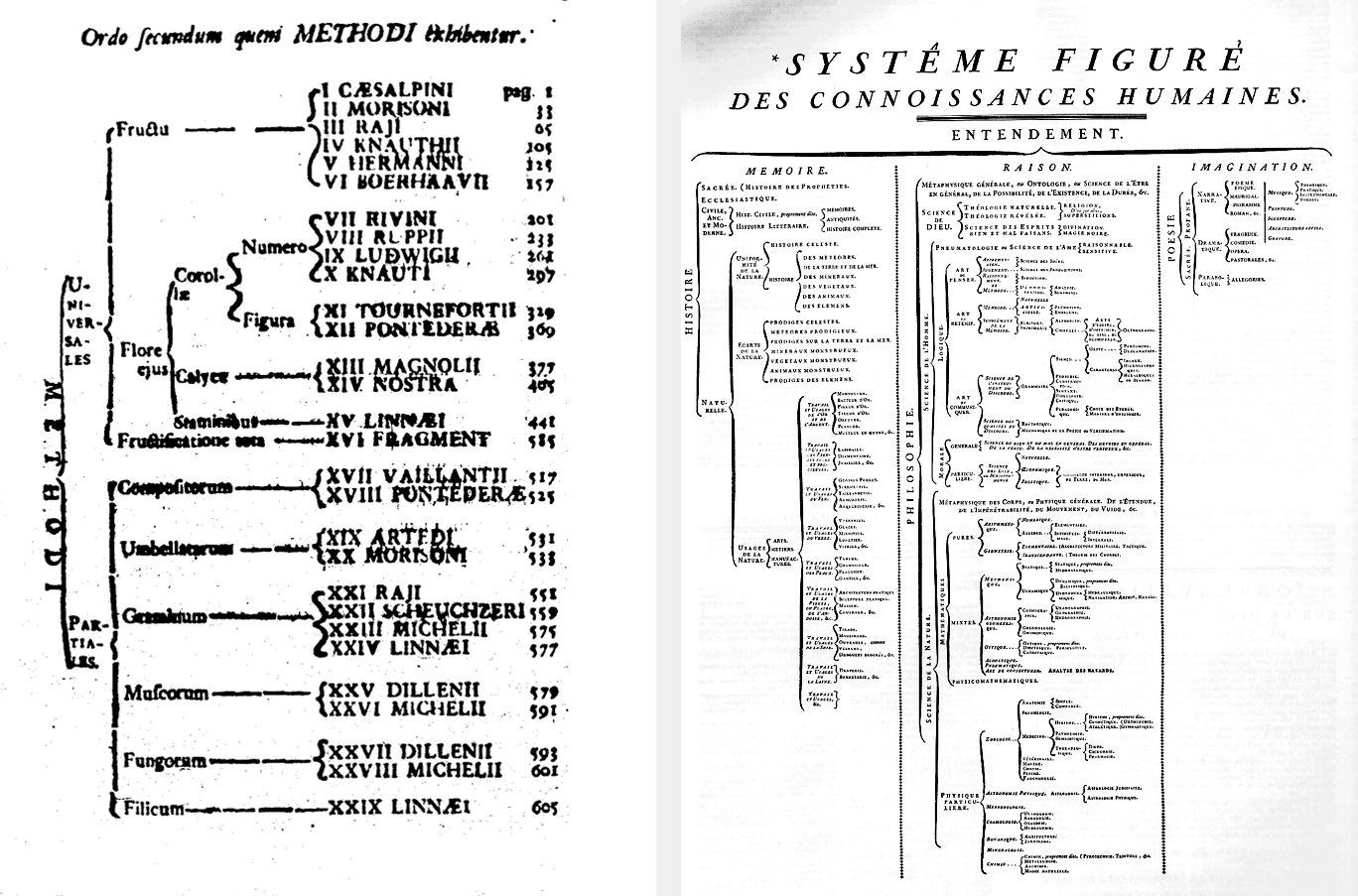
Przykłady klasyfikacji opracowanych przez Linneusza (z lewej) i Diderota (z prawej)

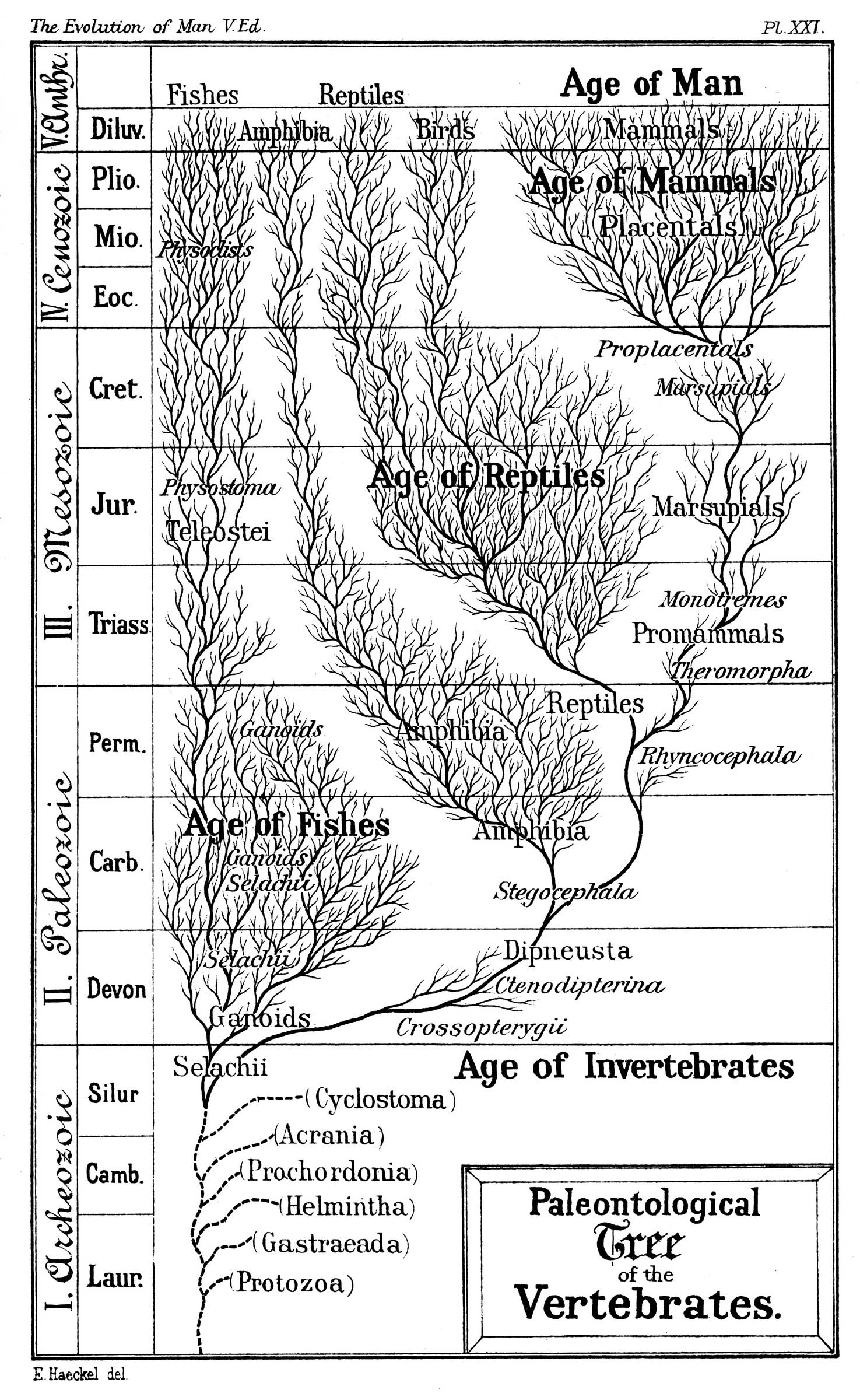
Przykład drzewa filogenetycznego

Klasyfikacja biologiczna – szeregowanie organizmów w uporządkowany sposób według zasad systematyki biologicznej. Wynikiem tego procesu jest hierarchiczny układ systematyczny prezentujący aktualny w danym okresie stan wiedzy o podobieństwie i pochodzeniu organizmów. W zależności od przyjętej metody badawczej może to być hierarchiczny układ oparty na kategoriach systematycznych lub drzewie filogenetycznym, może obejmować wszystkie znane nauce organizmy lub ich określoną grupę. Dziedziną biologii, która zajmuje się klasyfikowaniem organizmów, jest systematyka organizmów, a reguły klasyfikacji i nazewnictwa systematycznego określa jej poddyscyplina – taksonomia.

## Klasyfikacja naturalna i sztuczna
Klasyfikowanie obiektów jest niezbędne wówczas, gdy mamy do czynienia z większą ich liczbą. Taki zbiór wymaga skatalogowania, w przeciwnym wypadku trudno byłoby się nim posługiwać. Ten sam zbiór można klasyfikować na różne sposoby, na podstawie różnych kryteriów. Klasyfikacja oparta na kryteriach takich jak podobieństwo morfologiczne lub siedliskowe ma charakter sztuczny. Przykładem podziału sztucznego jest podział zwierząt na lądowe i wodne, gdyż podział ten nie odnosi się wprost do konkretnych i istotnych cech klasyfikowanych organizmów. Przykładem podziału sztucznego, ale niezwykle pożytecznego z punktu widzenia metodyki nauczania biologii, jest podział zwierząt na kręgowce i bezkręgowce. Druga z wymienionych grup (bezkręgowce) jest jednostką sztuczną, a zaliczane do niej zwierzęta łączy tylko jedna, negatywna cecha diagnostyczna, mianowicie brak kręgosłupa. Klasyfikacja, która jest oparta na istotnych i typowych cechach organizmów, ma charakter naturalny. Przykładami podziału naturalnego są podział roślin na okrytozalążkowe i nagozalążkowe oraz podział ryb na skrzelodyszne oraz dwudyszne.
Wraz z rozwojem biologii molekularnej hierarchiczne systemy klasyfikacyjne zyskały konkurencję w postaci coraz dokładniej odzwierciedlających filogenezę naturalnych klasyfikacji organizmów opartych na taksonomii filogenetycznej. Przykładem takiej klasyfikacji odnoszącej się do roślin okrytonasiennych jest system APG. W tradycyjnych systemach klasyfikacyjnych stosujących system kategorii biologicznych nie sposób zmieścić coraz bardziej dokładnego, ale też coraz bardziej złożonego obrazu drzewa życia. W sytuacji, gdy liczba kategorii systematycznych jest skończona, nie można stworzyć systemu, w którym każdy takson byłby monofiletyczny. Z drugiej strony złożoność taksonomii filogenetycznej powoduje, że trudno sobie wciąż jeszcze wyobrazić stosowanie innych niż tradycyjne systemy hierarchiczne do celów choćby dydaktycznych.

### Klasyfikacja naturalna organizmów
Wszystkie organizmy powstały na drodze ewolucji. Pewne gatunki wymierały, inne dawały początek nowym (specjacja). Ich historię ewolucyjną (filogenezę) można przedstawić graficznie w postaci rozgałęzionego drzewa, zwanego drzewem rodowym lub drzewem filogenetycznym. Pień tego drzewa to jeden wspólny przodek wszystkich organizmów, natomiast konary to poszczególne linie ewolucyjne.
Dana grupa organizmów (takson) jest monofiletyczna, jeśli wywodzi się od jednego wspólnego przodka i obejmuje wszystkich jego potomków. Monofiletyczną grupą są ssaki. Jeśli jednak jakaś grupa obejmuje dwa „konary” drzewa (lub więcej), to jest ona polifiletyczna. Polifiletyczną grupą są np. wszystkie organizmy cudzożywne. Z kolei mianem parafiletycznej określa się grupę skupiającą organizmy pochodzące od jednego przodka, ale nie obejmującą wszystkich potomków. Przykładem takiej grupy są dwuliścienne. Poprawnego obrazu pokrewieństwa organizmów można się spodziewać jedynie w grupach monofiletycznych.
Doskonalenie metod klasyfikacji organizmów polega na dążeniu do tego, by jak najlepiej odzwierciedlały ich pokrewieństwo. Optymalny system klasyfikacji powinien oddawać rzeczywisty układ drzewa rodowego. Wszystkie taksony powinny być monofiletyczne. Współczesna wiedza zbliża nas do tego ideału, ale nie daje podstaw do skonstruowania takiego idealnego drzewa rodowego wszystkich organizmów.
Obecnie za tradycyjny można uznać podział na pięć królestw: prokarionty, protisty, rośliny, grzyby i zwierzęta. Podstawy takiego podziału zaproponowano już w XIX wieku (Richard Owen, Ernst Haeckel) przez wydzielenie królestwa odrębnego od roślin i zwierząt, ale system wykraczający poza podział na dwa królestwa upowszechnił się dopiero w drugiej połowie XX w., jako bardziej zbliżony do prawdy niż podział Linneusza. Nie jest on jednak wolny od wad, ponieważ królestwo bakterii obejmuje bakterie właściwe i archebakterie, które są ze sobą spokrewnione w sposób bardzo nieznaczny. Jest to grupa parafiletyczna, pochodząca od wspólnego przodka, ale nie stanowiąca odrębnej gałęzi drzewa. Istnieją też dane pozwalające sądzić, że archebakterie są bliżej spokrewnione z innymi organizmami niż z bakteriami właściwymi. Parafiletyczne są też protisty, które pochodzą od jednego wspólnego przodka, ale będącego też przodkiem roślin, zwierząt i grzybów.
Z powodu tych wad upowszechnia się podział na trzy domeny: archeony, bakterie i jądrowce. Jądrowce (eukarionty) prowizorycznie dzielono na 4 królestwa: protisty, rośliny, grzyby i zwierzęta, a później na 6 supergrup: Opisthokonta, Amoebozoa, Excavata, Rhizaria, Archaeplastida i Chromalveolata. Te grupy są według aktualnej wiedzy monofiletyczne.

## Podziały świata żywego

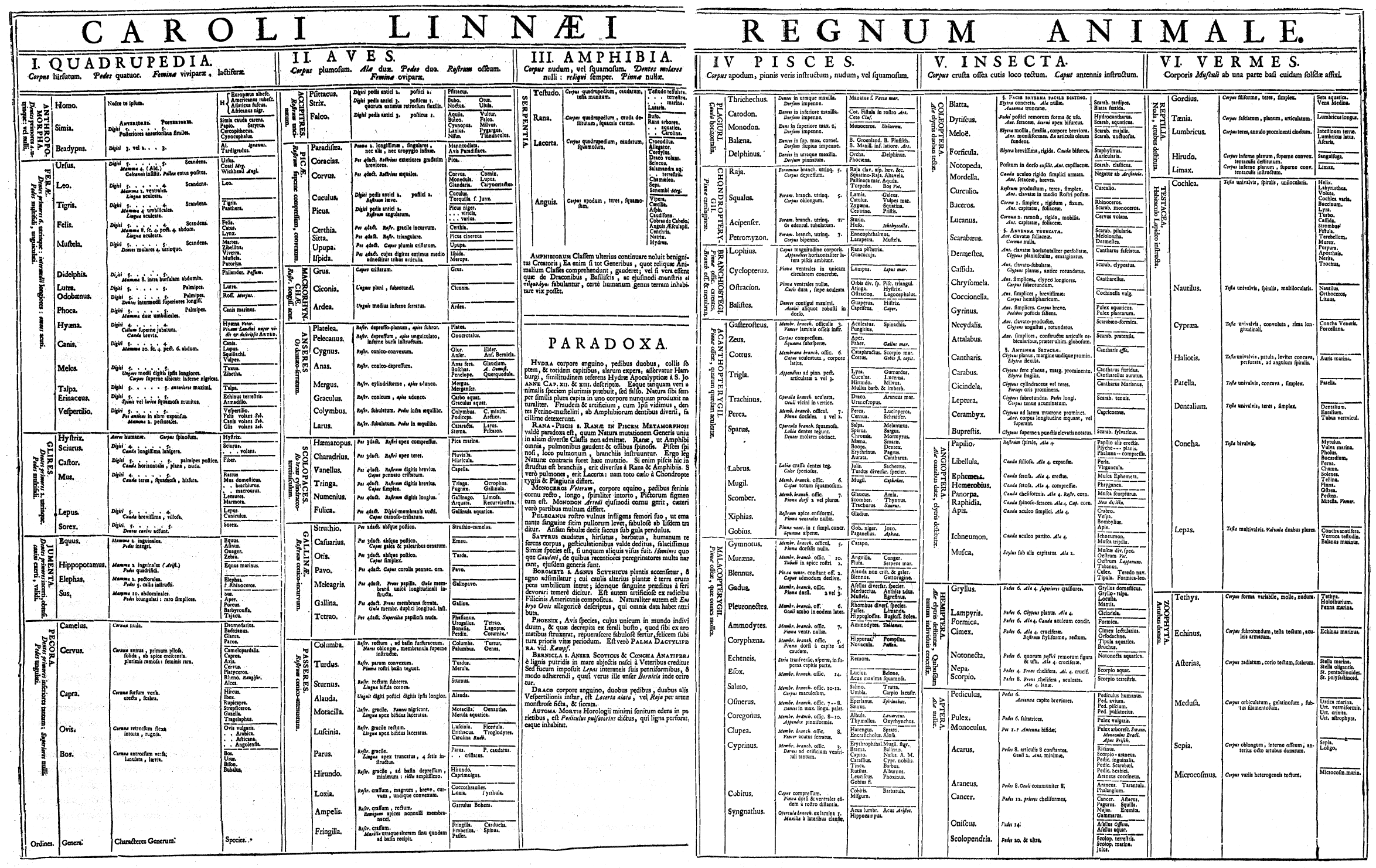
Podział królestwa zwierząt (Animalia) zaproponowany przez Karola Linneusza w 1735 roku

### Tradycyjny podział
Najbardziej tradycyjny podział organizmów, wywodzący się jeszcze od Arystotelesa i Teofrasta, a utrwalony przez Linneusza to podział na dwa królestwa: zwierzęta i rośliny. Był on uznawany za obowiązujący jeszcze w pierwszej połowie XX wieku, a jego pozostałości widać wciąż w podziałach nauk biologicznych (botanika i zoologia, taksonomia roślin i taksonomia zwierząt itp.).

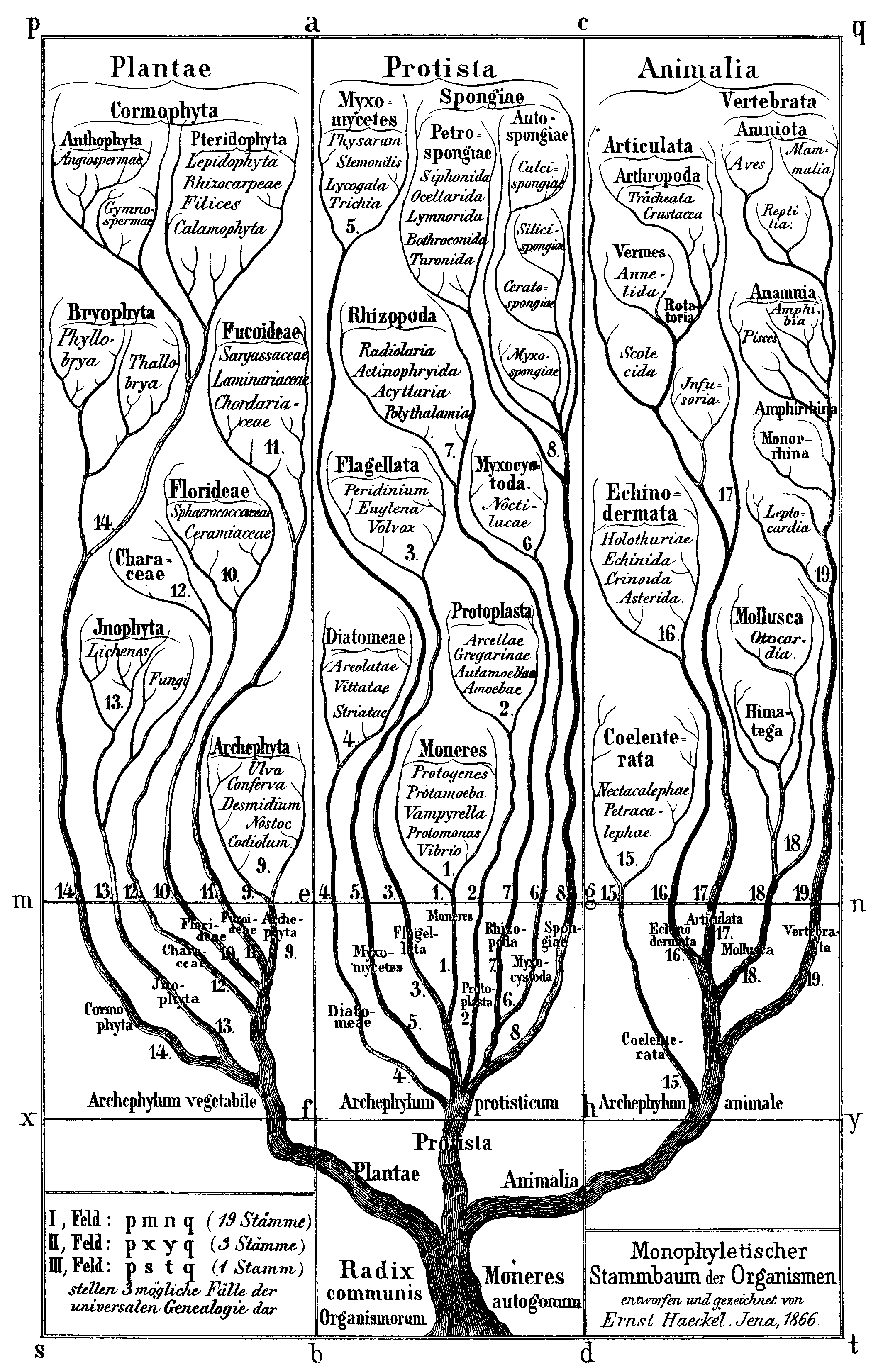
Historyczne drzewo życia E. Haeckla dzielące świat organizmów na 3 królestwa: Plantae, Protista, Animalia. Ilustracja z Generelle Morphologie der Organismen (1866).

Kolejne próby usystematyzowania organizmów żywych podejmowali:
- W 1866 niemiecki biolog Ernst Haeckel – wprowadził 3 królestwa: zwierzęta, rośliny i mikroorganizmy (zdefiniowane jako Protista). Bakterie wyróżnił w randze rzędu Moneres (później Monera)[2].
- Édouard Chatton – francuski zoolog i biolog morski – w mało znanej pracy z 1925[3], jako pierwszy wprowadził rozróżnienie organizmów na prokariotyczne (bez jądra komórkowego) i eukariotyczne (zawierające jądro komórkowe), które nazwał, odpowiednio, Prokaryota i Eukaryota. W 1962 Roger Stanier i C.B. van Niel omówili koncepcję Chattona powołując się na jego inną pracę z 1938[4] (na dodatek zacytowali błędną datę jej wydania – 1937 zamiast 1938). Błąd ten został powielony w 45 cytowaniach według Science Citation Index[5], co przyczyniło się do uznania Chattona za autora podziału dychotomicznego Prokaryota-Eukaryota. Chatton nie zdefiniował jednak tych pojęć, ani nie nadał im rangi w sensie taksonomicznym. Nie zrobili tego również Stanier i van Neil[5].
- W 1938 Herbert Faulkner Copeland opublikował pracę[6], a w 1956 książkę[7], w których zaproponował podniesienie Monera do rangi królestwa.
- Robert Whittaker, biolog z Brooklyn College w Nowym Jorku, wprowadził Fungi jako piąte królestwo w 1969 roku[8]. Koncepcja 5 królestw, zmodyfikowana nieco przez Lynn Margulis z Boston University (w 1970[9]), pozostała najszerzej zaakceptowaną koncepcją podziału świata żywego, aż do roku 1990. System pięciu królestw, z drobnymi modyfikacjami, jest nadal stosowany w wielu pracach lub stanowi podstawę dla późniejszych systemów.

### Trzy domeny
W 1977 amerykański mikrobiolog i fizyk Carl Woese oraz badacz z University of Houston, George Edward Fox rozpoczęli badania rRNA, w wyniku których wyłonili trzy linie ewolucyjne organizmów. Nazwali je: eubacteria, archaebacteria i urkaryotes. Wraz z innymi autorami podzielili królestwo Monera na dwa królestwa: Eubacteria i Archaebacteria (system 6 królestw). Ich badania dały podwaliny systematyce bakterii opartej na filogenetyce. Autorzy rozpoczęli dyskusję nad wyłonieniem wyższej od królestwa kategorii systematycznej. Woese nie zgadzał się z powszechnie wówczas akceptowanym przez większość biologów podziałem dychotomicznym Prokaryota-Eukaryota. W 1990 przedstawił argumenty dla koncepcji podziału życia na Ziemi na trzy grupy, które nazwał domenami Archaea, Bacteria i Eucarya.

### Podział Cavaliera-Smitha
Konkurencyjny system autorstwa Thomasa Cavaliera-Smitha zaproponowany w 1983 i zmodyfikowany w 1998 roku przewiduje sześć królestw zgrupowanych w cesarstwa:
Cesarstwo: Procaryota
- Bacteria – bakterie (wszystkie prokarionty)

Cesarstwo: Eucaryota
- Protozoa (jednokomórkowe eukarionty nie zaliczone do innych królestw)
- Chromista (niektóre glony, np. brunatnice i okrzemki i pewne heterotrofy)
- Fungi – grzyby
- Plantae – rośliny (łącznie z zielenicami i krasnorostami)
- Animalia – zwierzęta

W pierwotnej wersji przewidywał podział na 8 królestw (były jeszcze Archaea i Archezoa, ale autor uznał, że nie ma podstaw do ich wyodrębniania).

### Porównanie podziałów systematycznych
| Linnaeus 1735 2 królestwa | Haeckel 1866 3 królestwa | Chatton 1925 2 domeny | Copeland 1938, 1956 4 królestwa | Whittaker/Margulis 1969 5 królestw | Woese i in. 1977 6 królestw | Woese i in. 1990 3 domeny |
| ------------------------- | ------------------------ | --------------------- | ------------------------------- | ---------------------------------- | --------------------------- | ------------------------- |
|                           | Protista                 | Prokaryota            | Monera                          | Monera                             | Eubacteria                  | Bacteria                  |
| Archaebacteria            | Protista                 | Prokaryota            | Monera                          | Monera                             | Archaea                     |                           |
| Eukaryota                 | Protista                 | Protoctista           | Protista                        | Protista                           | Eucarya                     |                           |
| Eukaryota                 | Vegetabilia              | Protoctista           | Plantae                         | Fungi                              | Eucarya                     | Fungi                     |
| Eukaryota                 | Vegetabilia              | Plantae               | Plantae                         | Plantae                            | Eucarya                     | Plantae                   |
| Eukaryota                 | Animalia                 | Animalia              | Animalia                        | Animalia                           | Eucarya                     | Animalia                  |